# José Gabriel Álvarez Ude
José Gabriel Álvarez Ude(Madrid, 18 de març de 1876 - 21 de juny de 1958) fou un matemàtic espanyol, acadèmic de la Reial Acadèmia de Ciències Exactes, Físiques i Naturals.

## Biografia
Es llicencià en ciències físico-matemàtiques a la Universitat Central de Madrid, on fou deixeble d'Eduard Torroja i Caballé. El 1902 va obtenir la càtedra de geometria descriptiva de la Universitat de Saragossa i el 1916 la mateixa càtedra de la Universitat Central de Madrid, substituint el seu mestre Torroja.
També fou actuari de l'Institut Nacional de Previsió, secretari de l'Associació Actuarial Matemàtica d'Espanya i vocal del Consell Superior d'Estadística. També a dirigir el Laboratori Matemàtic, la Secció de Matemàtiques a l'Institut-Escola i la Revista Matemática Hispano-Americana. El 1923 va col·laborar en l'edició de l'Enciclopèdia Espasa. El 1927 fou elegit acadèmic de la Reial Acadèmia de Ciències Exactes, Físiques i Naturals, en va prendre possessió l'any següent amb el discurs Seguros sociales, especialmente en lo que a la Matemática se refiere.
Després de la guerra civil espanyola, a causa d'un informe anònim que li atribuïa haver militat en partits d'esquerra i haver estat amic íntim d'Ángel Ossorio y Gallardo fou suspès de la seva càtedra el 8 de febrer de 1940, tot i que fou readmès el 14 de maig de 1941.

## Obres
- Orden y clase de las superficies alabeadas
- Curvatura de superficies alabeadas
- Triángulos de reducción
- Geometría proyectiva
- La obra matemática de don Eduardo Torroja
- Tratado de Geometría descriptiva